# 朱鎔基
朱 鎔基（しゅ ようき、簡体字: 朱 镕基、繁体字: 朱 鎔基、拼音: Zhū Róngjī、ヂュー・ロンチー、1928年〈民国17年〉10月23日 - ）は、中華人民共和国の政治家。第5代国務院総理、中国人民銀行行長、第14・15期党中央政治局常務委員、初代清華大学経済管理学院院長、第7・8期国務院副総理などを歴任した、字は長庚（ちょうこう）。

## 経歴
1928年10月23日に湖南省長沙県安沙郷棠坡に誕生する。明朝の太祖朱元璋の19世の孫（朱元璋の十八男の岷王朱楩の末裔とされる）である。父の朱寛澍は朱鎔基が生まれる前に他界し、母の張氏も早くに病没した。そのために苦学して優秀な学業成績から奨学金を得て、1947年に清華大学電機製造学科に入学した。在学中は学生会の主席を務め、中華人民共和国が建国された1949年10月に中国共産党へ入党する。
1951年に大学を卒業してテクノクラートとして東北人民政府に入り、工業部生産計画室に配属される。その後同室の副主任となる。1952年11月、ソ連式の計画経済を主導する機関として国家計画委員会が新設され、中央人民政府副主席兼東北人民政府主席の高崗が同委員会主席に就任した。高崗の北京入りに伴い、12月に朱鎔基も中央に呼び寄せられて、同委員会の動燃局に所属し、組長となった。1953年には同委員会総合局に転属し、組長となる。1954年に高崗・饒漱石事件が起こって高崗が失脚したが、朱鎔基に累が及ぶことは無かった。
1958年には国家計画委員会主任弁公室副処長となったが、毛沢東が発動した大躍進政策を批判したことで、右派の烙印を押されて失脚、国家計画委員会付属学校の教員に左遷された。大躍進政策の破綻を受け、劉少奇・鄧小平らが実権を握り、実務官僚を重用して経済再建に乗り出していくと、朱鎔基も1962年に「赦免」され、国家計画委員会国民経済総合局の工程師として復帰する。しかし、文化大革命において再び粛清され、1970年に下放し、五七幹部学校で労働改造を受ける。
1975年に復帰し、石油化学工業部に配属される。1978年に鄧小平が華国鋒から主導権を奪い、事実上の最高指導者となり、経済改革を始める。朱鎔基は名誉回復されて党籍を回復し、中国社会科学院の工業経済研究所に入った。1979年、国家経済委員会に移り、動燃局処長に就任。1980年には副局長となっている。1982年5月24日、国家経済委員会委員兼技術改革局長に任命され、1983年8月、国家経済委員会副主任（次官）に昇進。1984年5月、母校の清華大学で新設された経済管理学院の初代院長兼教授となる。同年9月に国家経済委員会党組副書記となる。
1987年10月、第13期党中央委員会候補委員に選出される。12月に上海市党委員会副書記に任命され、中央から上海へ移る。上海では市党委書記兼市長の江沢民を補佐。江沢民が市党委書記に専念するにともない、1988年4月25日、江沢民の後任として上海市長に就任。当時党総書記だった趙紫陽が後に口述したところによると、これらの人事は趙の後押しによってなされたという。
1989年6月4日に第二次天安門事件が勃発した。朱鎔基は党総書記候補として北京にいた江沢民に代わって上海市を取り仕切り、「中共上海市委員会、上海市人民政府の全市共産党員、市民に告げる書」から反革命動乱という表現を削除させ、市民の正常な生活と労働の権利を守るとした。8日、テレビ演説で「歴史的事実は誰も隠せない。事実の真相はやがて明らかになるだろう」と宣言、上海市を流血事件から回避させた。8月、江沢民の後任の上海市党委書記に昇進し、浦東新区の発展や外資導入と汚職の取り締まりに辣腕を振るう。
鄧小平は朱鎔基の行政能力と実行力を評価し、1991年4月8日の第7期全国人民代表大会第4回会議で国務院副総理に、1992年の第14回党大会において三階級特進で中央政治局常務委員に抜擢した。
1993年3月29日に李鵬に代わって総理就任が予想される中、序列1位の国務院副総理（第一副首相）に任命され、経済を担当した。朱鎔基の経済政策に期待されたことは改革開放の推進と経済の高成長の持続であった。一方でこの頃から顕著になってきた「経済過熱」を冷却し、物価上昇の抑制を図ることも求められた。朱鎔基は経済成長を維持するために外資導入を奨励し、健全な国債を大量に発行する一方、地方が乱発する不良債権の抑制・整理に着手、地方政府や国有企業に対して投資を控えさせた。さらに銀行改革にも乗り出し、7月2日、李貴鮮中国人民銀行行長を解任して自ら兼務し、乱発される債券の発行、無担保の銀行融資などを強く取り締まって、「過熱経済」の軟着陸を図った。
1997年9月の第15期党中央委員会第1回全体会議（第15期1中全会）で政治局常務委員に再任され、1998年3月17日、国務院総理に就任した。朱鎔基は前年の全国金融工作会議と中央経済工作会議で表明した国有企業改革・金融改革・政府機構改革を、「2000年までに実現すべき三大改革」と位置づけて、経済改革と国務院改革に着手した。朱鎔基は経済の開放政策をさらに加速させることで外資を取り込み、また「外圧」を利用して改革を推進しようと考えた。2001年11月には、中国の世界貿易機関加盟を実現させた。同年3月の全人代において朱鎔基は政府報告を行い、「国有企業改革の達成目標は基本的に実現し、金融改革の歩調は速まっている」と改革の成果を主張している。ただし、国有企業改革で多くの失業者を出したことなどについては批判も多かった。一方の政府機構改革では、国務院の省庁再編を行うとともに、汚職に対して厳しく臨んだ。遠華密輸事件はその内の1つである。
2002年11月に中央委員から退き、2003年3月には国務院総理を退任して政界から引退し、母校の清華大学で経済管理学院顧問委員会の名誉主席などを務めている。
93歳となっていた2022年3月15日には習近平の3期目に反対する意向を示したと報じられた。同年10月16日に開幕した中国共産党第二十回全国代表大会にも姿を見せず、高齢が理由との見方がある一方で習政権との確執が原因との憶測も飛んだ。

## 評価
朱鎔基は清廉で決断力と指導力に富む政治家であり、その大胆な経済改革は国内外から高く評価されている。その豪腕と中国王朝の皇帝の末裔という出自から「経済沙皇」（英語: Economic Czar）とメディアから呼ばれた。直截的な発言家で、形式主義を嫌い、政敵を作ってでも必要な経済改革を推進するという強い意志の持ち主であり、中国国内では畏敬の念を持たれ「朱鎔基が怖れるのは妻の労安さんだけ」といわれた。「中国のゴルバチョフ」とも評される一方で政治面では共産党の独裁を堅持する保守派としての顔も世界に見せ、民主活動家から批判を受けた。
「当代中国きっての高官」と謳われ、「中国経済改革の旗手」を自他ともに任じた朱鎔基ではあるが、彼を「中国国内で蔓延する腐敗と汚職・環境破壊を招いた張本人」と否定的に評価する論者もいる。朱鎔基は総理就任の際、「赤字国有企業問題を3年以内に解決する」と表明し、鉄道や基幹産業以外の国有企業の大部分を民間に払い下げたが、その売却先は、共産党幹部の縁故者のみに限定され、太子党の有力幹部の子弟たちには破格の安値で払い下げられた。中国の国民の共有の財産であった国有企業が、ごく一部の人間に二束三文で売り払われ、中華人民共和国建国時の理念から大きく逸脱したことになる。その代償として、労働者4000万人が突如解雇され、補償も与えられず、さらに国有企業がなくなったことで、医療保険、住宅手当、その他福利厚生の一切合財が消滅した。さらに民間への払い下げの促進のため、朱鎔基は国有企業に38パーセントという法外な税率を課し、外資を呼び込むために外国との合弁企業には税金を免除した。さらに金融・通信・鉄道などの基幹産業企業以外には一切の融資を禁止したことで国有企業は次々に経営不振となり、民間に払い下げられた。こうして出てきたのが、中国で栄華の限りを尽くす「新富人」と4000万人の中高年失業者であり、朱鎔基の政策が中国の貧富の格差と失業者問題を引き起こしたとする見解もある。

## エピソード
- 1995年に陳希同が汚職容疑で北京市党委書記を解任されると、「腐敗退治はまずトラを退治して、次に狼を退治する。虎に対しては絶対に姑息な手段を使ってはいけない。棺おけを100個準備する。私にも1つだ。私は彼らを道連れに国家に長期的な安定発展と、庶民のわれわれの事業に対する信頼を獲得するのだ」と発言、党員の汚職に対する厳しい姿勢を強調した。
- 2000年10月12日の訪日では山梨のファナック工場や東京のリニアモーターカーなど先進技術施設の視察を精力的に行う傍ら[16]、15日にはTBSの『筑紫哲也 NEWS23の特別版』（司会は筑紫哲也、録画である）にてタウンミーティングに出演して「私の対日政策が弱腰だと、国務院に批判のメールが殺到して、夜も眠れないことがある」と発言した。しかし、この部分は放送はされなかった[17]。